# Gebrüder Schmidt und Coqui

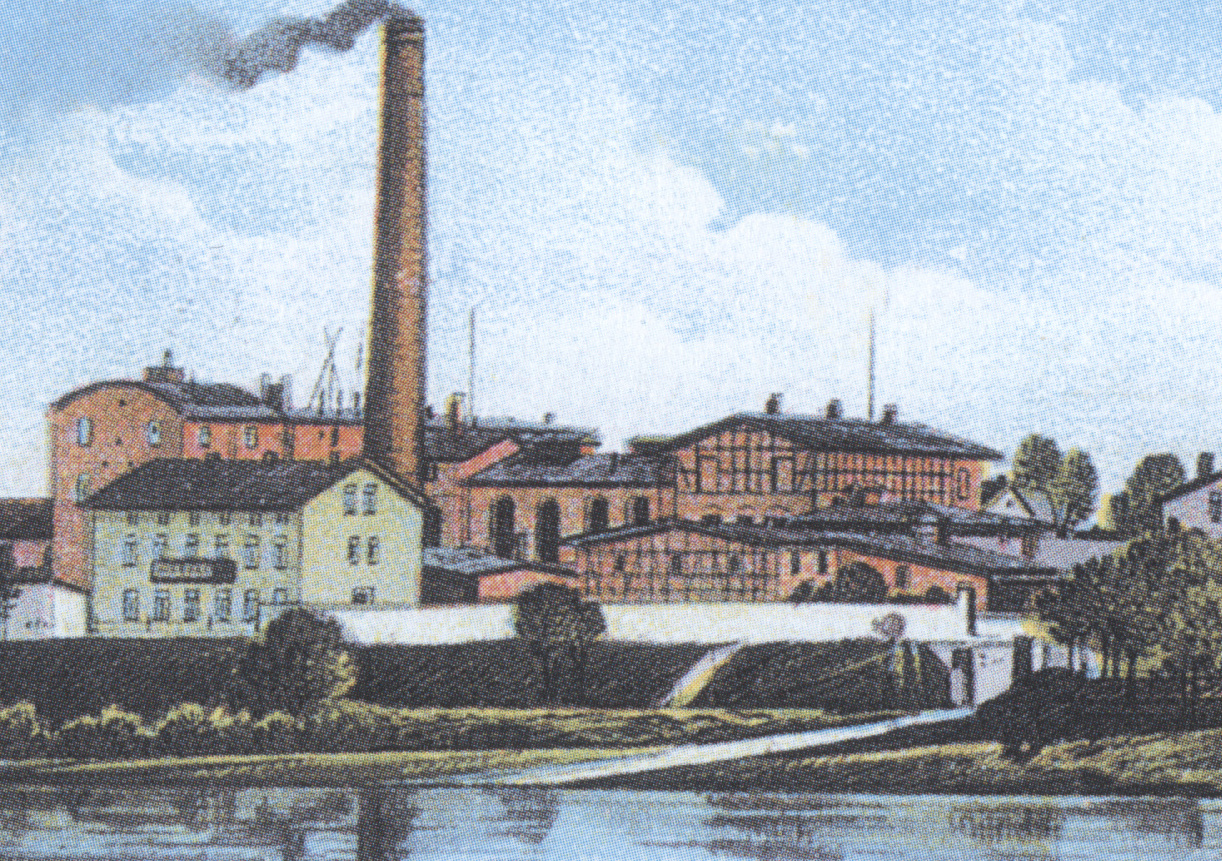
Blick von der Elbe auf die Zuckerfabrik der Gebrüder Schmidt, um 1900

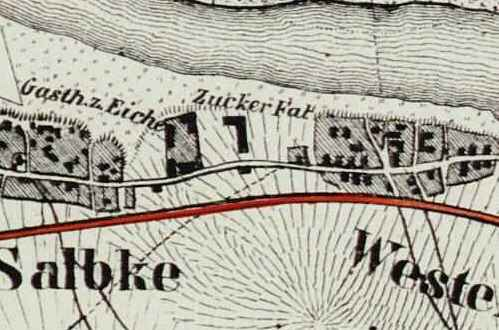
Zuckerfabrik auf einer Landkarte des Jahres 1841 zwischen Westerhüsen und Salbke, links (nördlich) in einiger Entfernung noch der Gasthof zur Eiche, später Standort des Postamts Salbke

Gebrüder Schmidt und Coqui war eine Zuckerfabrik in Westerhüsen am Rande der Magdeburger Börde.

## Geschichte
Sie wurde 1838 gegründet und war damit die zweitälteste Zuckerfabrik der Magdeburger Börde, einem der wichtigsten Anbaugebiete für Zuckerrüben. Die Idee zur Gründung ging auf Herrmann Schmidt zurück. Er hatte in Frankreich die dortige Zuckerherstellung kennengelernt. Die anderen Beteiligten waren sein Bruder Albert Schmidt und Henry Coqui. Alle drei waren Magdeburger Kaufleute. Coqui schied mit seinem Tode 1853 aus.
Die Fabrik wurde ab dem 13. Januar 1838, an diesem Tag begann man mit dem Anfahren von Sand, auf einem Feld nördlich von Westerhüsen, zwischen der Landstraße nach Salbke und der Elbe errichtet. Etwas weiter südlich des Fabrikgeländes befand sich eine kurz zuvor gebaute Stärkefabrik des Kaufmanns Schwarz. Nördlich erstreckten sich die Schraderschen Felder. Das Grundstück umfasste sechs Morgen und war von freiem Feld umgeben. Fünf Morgen hatte man für 1250 Taler vom Ackermann Stoeffler und ein Morgen vom Kossaten Peter Müller für 200 Taler erworben. Der Probebetrieb wurde am 11. Januar 1839 aufgenommen. Zunächst waren manuell etwa 100 Zentner Zuckerrüben am Tag verarbeitet worden. Die kaufmännischen Geschäfte nahm Albert Schmidt wahr, der in der Peterstraße 23 in Magdeburg lebte, sich jedoch häufig in Westerhüsen aufhielt. Hermann Schmidt (* 31. August 1803; † 19. Oktober 1867) lebte in einem Wohnhaus auf dem Werksgelände.
Nachdem Hermann Schmidt ohne Kinder zu hinterlassen verstorbenen war, traten nach und nach die Söhne von Albert Schmidt Gustav, Robert und Paul Schmidt in das Unternehmen ein. Gustav bezog das Wohnhaus der Familie.
Nördlich der Fabrikgebäude befand sich das Wohnhaus und ein Pferdestall, östlich das Inspektorhaus sowie die Knochenkohlenbrennerei. Sie wurde 1878 durch einen Kalkofen ersetzt. Das Magazingebäude war niedrig und ähnelte mehr einem Schuppen, besaß jedoch eine Uhr. Zunächst reichte die Fabrik im Westen noch nicht bis an die Hauptstraße. Zwischen Straße und Fabrik befand sich freies Feld bzw. ein kleiner Garten. In den 1870er Jahren wurde auf Veranlassung von Gustav Schmidt südlich der Fabrik zur Elbe hin durch den Magdeburger Gartendirektor Paul Viktor Niemeyer ein großer Elbgarten angelegt. Bemerkenswert war dort insbesondere eine aus großen Feldsteinen errichtete, versteckt gelegene, grün umrankte Grotte, von der aus ein Blick auf die Elbe, Wiesen und Wälder gegeben war.
Man erwarb in der näheren Umgebung landwirtschaftliche Nutzflächen, um selbst Zuckerrüben anbauen zu können, wobei sich Ende der 1880er Jahre aufgrund des ständigen Rübenanbaus Rübenmüdigkeit des Bodens einstellte, der erst nach einiger Zeit mit neuen Düngern begegnet werden konnte. 1847 wurde der direkt in Westerhüsen gelegene Richtersche Hof in der heutigen Sohlener Straße 2 sowie das Gut Sohlen gekauft. Darüber hinaus erwarb man die Flächen nördlich der Fabrik bis hin zur noch weiter nördlich zwischenzeitlich entstandenen Glashütte Westerhüsen. Das Anfahren der Zuckerrüben erfolgte durch Ochsengespanne, die über lange Zeit das Ortsbild prägten. 1873 wurde auf dem Werksgelände ein Ochsenstall für 100 Tiere gebaut. Auch schuf man einen Gleisanschluss zum etwas weiter nordwestlich gelegenen Bahnhof Westerhüsen. An der Elbe wurde ein Verladeplatz gebaut. Die Rübentransporte sollten so günstiger abgewickelt werden können. 1882 wurde die Fabrik dann erweitert. In diesem Jahr entstand auch hinter einem bereits 1865 direkt an der Hauptstraße errichteten einstöckigen Beamtenhaus, ein weiteres jedoch zweistöckiges Beamtenhaus. Das Fabriktor rückte bis zur Hauptstraße vor, der kleine Garten wurde eingeebnet. Nur ein Rotdornbaum und einige am Weg befindliche Pappeln blieben stehen. Eine als Tempel bezeichnete große Laube wurde in den an der Elbe befindlichen großen Garten versetzt. Der Bereich des ehemaligen kleinen Gartens wurde im Winter als Lagerplatz für Zuckerrüben genutzt. Im Sommer wurden dort Gartenparzellen für die Hofbewohner betrieben.
Sehr früh wurde eine Lichtmaschine angeschafft um elektrischen Strom einzusetzen. Zu einem Zeitpunkt als im 19. Jahrhundert elektrisches Licht noch als Luxus angesehen wurde, verfügte sogar der zum Werk gehörende Schweinestall über eine elektrische Beleuchtung. Unter anderem sollte damit die Brandgefahr gesenkt werden. Auch in sozialen Belangen galt das Unternehmen als fortschrittlich. Bereits Anfang der 1880er Jahre wurde eine Betriebskrankenkasse und eine betriebliche Altersversorgung eingeführt.
Weitere Neubauten erfolgten mit der Einrichtung einer Schwemmanlage zum Waschen der Rüben und der 1888 vorgenommenen Errichtung einer Zichoriendarre an der Hauptstraße. Anlässlich der 50-Jahr-Feier des Unternehmens wurde eine 50 aus elektrischen Glühbirnen an der Front des Fabrikgebäudes angebracht, die als Sensation aufgenommen wurde. Familie, Freunde, Geschäftspartner und Angestellte feierten im zum Festsaal umgebauten Magazin. Es fanden Aufführungen statt, die den Werdegang der Firma schilderten und es wurde getanzt. Einige Tage später feierten die Arbeiter in der Westerhüsener Gaststätte Zum goldenen Schiff. Die täglich verarbeitete Rübenmenge war auf 10.000 bis 11.000 Zentner angestiegen.
Etwa um 1900 wurde ein neuer runder Schornstein gebaut und der bis dahin betriebene viereckige Schornstein später abgetragen. Trotz ungünstiger wirtschaftlicher Entwicklung und einiger Jahre mit Verlusten wurde auch eine neue Schnitzel-Trocknungsanlage angeschafft. Am 16. November 1909 kam es, vermutlich durch eine Staubexplosion, zu einem Großbrand, der auf sämtliche Fabrikgebäude übergriff. Auch auf dem Zuckerboden gelagerte 3000 Zentner Zucker verbrannten hierbei vollständig. Dem Mitinhaber Paul Schmidt gelang es aus den Dampfkesseln noch den Dampf abzulassen, um weitere Explosionen zu verhindern. Die in größerer Zahl angerückten Feuerwehren konnten den Brand jedoch nicht zurückdrängen, sondern lediglich ein Übergreifen auf benachbarte Grundstücke verhindern. Die 1888 errichtete Darre blieb jedoch unbeschädigt und wurde noch bis 1917 weiter betrieben.
Bedingt durch die zuvor erfolgten Verluste fehlte den Eigentümern die finanziellen Mittel zum Wiederaufbau. Die Grundstücke wurden daher dann nur noch landwirtschaftlich genutzt. Nach einigen familiären Schicksalsschlägen entschlossen sich die Eigentümer 1917 alle Äcker und das Gut Sohlen an die Firma A. & W. Allendorff aus Schönebeck (Elbe) zu verkaufen. Die Flächen umfassten 1820 Morgen eigenen und 2884 Morgen gepachteten Acker.

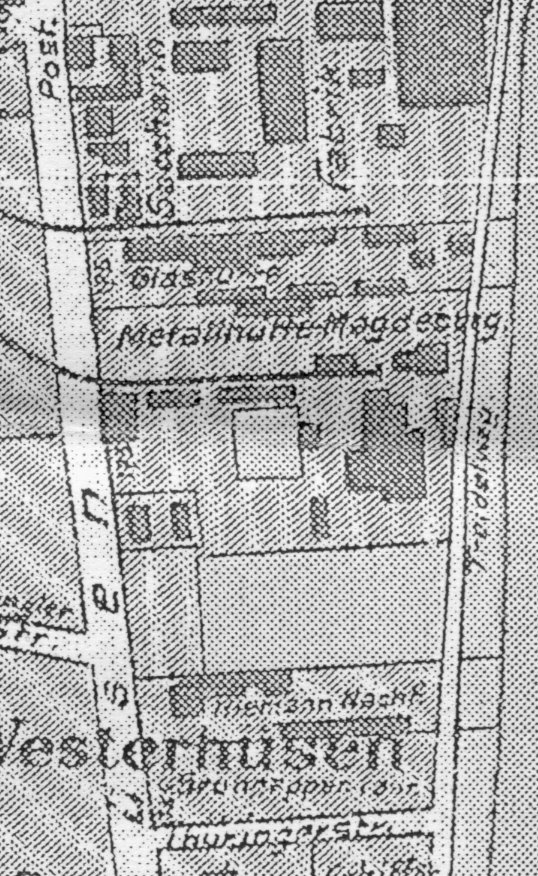
Stadtplan mit der eingezeichneten Metallhütte

Auf dem Fabrikgelände selbst entstand ab 1917 dann an der Stelle der Zuckerfabrik eine Metallhütte. Markant war ein eigens hierfür errichteter 75 Meter hoher Schornstein. Bereits am 24. September 1921 übernahm das benachbarte Chemiewerk Fahlberg-List das Unternehmen. Die vom Schwefelkies nach der Gewinnung von Schwefel verbliebenen Abfälle wurden von der Metallhütte weiterverarbeitet. Das Kupfer wurde herausgelöst, das verbleibende Eisenoxid an Eisenhütten abgegeben. Die Anlage erwies sich jedoch aufgrund zu geringer Größe als unwirtschaftlich und wurde bereits im Dezember 1928 wieder aufgegeben.
Die Fläche der alten Zuckerfabrik gehörte dann zu Fahlberg-List. Der ehemalige Schornstein der Metallhütte wurde Anfang April 1951 abgerissen. Seit dem Ende des Produktionsstandortes Salbke/Westerhüsen in den 1990er Jahren liegt die Fläche brach. Es besteht der Verdacht auf Altlasten.